# Curator (juridisch)
Een curator in de juridische betekenis is iemand die door de rechter is aangewezen om uitvoer te geven aan een rechterlijke maatregel en in dat kader het beheer te voeren over de bezittingen en schulden van een natuurlijk persoon of van een rechtspersoon. Er zijn twee verschillende situaties waarin een curator kan worden aangesteld en deze heeft, afhankelijk van de situatie, verschillende soorten wettelijke taken. Het is van groot belang voor zowel de curator als de belanghebbende(n), dit verschil in takenpakket  te kennen:
- bij de wettelijke maatregel curatele is de curator er ter bescherming van de eigenaar van diens vermogen en beheert hij het vermogen ten behoeve van de eigenaar
- bij de wettelijke maatregel faillissement (insolventie) is de curator er ter bescherming van schuldeisers.

Een curator is op twee manieren te onderscheiden van een bewindvoerder, die ook voor een ander het beheer over diens vermogen voert. Een bewindvoerder is uitvoerende bij de maatregel bewind, daar wordt niet een persoon onder bewind gesteld, maar alleen diens vermogen. De rechthebbende bij bewind blijft handelingsbekwaam.

## Bij curatele van een natuurlijk persoon
Een curator is een persoon die wordt aangesteld door de kantonrechter als beheerder over het vermogen (goederen of geld) van iemand die onder curatele is gesteld en daardoor handelingsonbekwaam is geworden. De curator wordt bovendien ook betrokken bij andere belangrijke (persoonlijke) beslissingen. De rechtspositie van de curator lijkt veel op die van ouders of voogd. De curator is de wettelijk vertegenwoordiger van de curandus (degene die onder curatele gesteld is), treedt namens hem op en behartigt de financiële en andere belangen van de curandus. De curator staat aan de kant van de curandus en behartigt zijn of haar belangen tegenover derden, ook tegenover schuldeisers. Een bijzondere curator wordt aangesteld door de rechter, als de ouders in conflict zijn met elkaar en het belang van het kind in de knel komt. De curatele in Nederland is geregeld in de Wet curatele, beschermingsbewind en mentorschap (BVKZ).

## Bij insolventie (faillissement)
Indien een rechtspersoon of een natuurlijk persoon niet langer aan zijn/haar betalingsverplichtingen kan voldoen (insolvent is), kan de rechtbank faillissement uitspreken. Daarbij wordt door de rechtbank een curator benoemd. Deze dient onder toezicht van de rechter-commissaris de failliete boedel te beheren en af te wikkelen (liquideren) en binnen de mogelijkheden en wettelijke regelingen, bij voldoende baten schuldeisers een uitkering te doen toekomen. In dit geval heeft de curator de algemene wettelijke opgave de belangen van de gezamenlijke schuldeisers te behartigen en hen te beschermen tegen onrechtmatige acties van degeen die insolvent is, met als achtergrond het algemeen belang bij een zekere afloop van zakelijke transacties en een goed functionerende economie. Heeft de gefailleerde goederen in eigendom of vruchtgebruik, gaat de beschikkingsbevoegdheid van de gefailleerde over op de curator, de gefailleerde blijft eigenaar dan wel hoofdgerechtigde. Bestaat er een klacht over de werkwijze van de curator, kan een brief aan de rechter-commissaris worden gestuurd.
Dit is geregeld in de Faillissementswet van België en van Nederland.

### Surseance van betaling
Er is ook en fase voorafgaand aan faillissement, wanneer een onderneming zijn schulden niet kan voldoen, insolvent is, maar er realistische mogelijkheden zijn verder te komen. Er kan dan surseance van betaling bij de rechtbank worden aangevraagd. Als deze wordt toegewezen wordt geen curator, maar een bewindvoerder aangesteld.

## Bij onbekwaamheid
In België kan het vredegerecht een vonnis van onbekwaamheid met benoeming van een gerechtelijk raadsman of bewindvoerder uitspreken.

## Buiten het recht
Buiten het recht wordt met curator ook een persoon aangeduid die een kunstverzameling opbouwt en beheert.